# Rise Like a Phoenix
Rise Like a Phoenix (Nederlands: Herrijs als een feniks) is een lied van de Oostenrijkse zanger Conchita Wurst, het vrouwelijke alter ego van de artiest Tom Neuwirth.
Het was de Oostenrijkse inzending voor het Eurovisiesongfestival 2014 in Kopenhagen. Oostenrijk won er het songfestival mee, voor het eerst sinds 1966.

## Hitnoteringen

### NederlandseTipparade
| Positie: | 14 | 13 | 10 | uit |

### NederlandseSingle Top 100
| Hitnotering: 17-05-2014 t/m 24-05-2014 | Hitnotering: 17-05-2014 t/m 24-05-2014 | Hitnotering: 17-05-2014 t/m 24-05-2014 | Hitnotering: 17-05-2014 t/m 24-05-2014 |
| Week:                                  | 1                                      | 2                                      |                                        |
| -------------------------------------- | -------------------------------------- | -------------------------------------- | -------------------------------------- |
| Positie:                               | 3                                      | 64                                     | uit                                    |

### VlaamseUltratop 50
| Hitnotering: 17-05-2014 t/m 07-06-2014 | Hitnotering: 17-05-2014 t/m 07-06-2014 | Hitnotering: 17-05-2014 t/m 07-06-2014 | Hitnotering: 17-05-2014 t/m 07-06-2014 | Hitnotering: 17-05-2014 t/m 07-06-2014 | Hitnotering: 17-05-2014 t/m 07-06-2014 |
| Week:                                  | 1                                      | 2                                      | 3                                      | 4                                      |                                        |
| -------------------------------------- | -------------------------------------- | -------------------------------------- | -------------------------------------- | -------------------------------------- | -------------------------------------- |
| Positie:                               | 8                                      | 9                                      | 45                                     | 48                                     | uit                                    |

### VlaamseRadio 2 Top 30
| Hitnotering: 17-05-2014 t/m 19-07-2014 | Hitnotering: 17-05-2014 t/m 19-07-2014 | Hitnotering: 17-05-2014 t/m 19-07-2014 | Hitnotering: 17-05-2014 t/m 19-07-2014 | Hitnotering: 17-05-2014 t/m 19-07-2014 | Hitnotering: 17-05-2014 t/m 19-07-2014 | Hitnotering: 17-05-2014 t/m 19-07-2014 | Hitnotering: 17-05-2014 t/m 19-07-2014 | Hitnotering: 17-05-2014 t/m 19-07-2014 | Hitnotering: 17-05-2014 t/m 19-07-2014 | Hitnotering: 17-05-2014 t/m 19-07-2014 | Hitnotering: 17-05-2014 t/m 19-07-2014 |
| Week:                                  | 1                                      | 2                                      | 3                                      | 4                                      | 5                                      | 6                                      | 7                                      | 8                                      | 9                                      | 10                                     |                                        |
| -------------------------------------- | -------------------------------------- | -------------------------------------- | -------------------------------------- | -------------------------------------- | -------------------------------------- | -------------------------------------- | -------------------------------------- | -------------------------------------- | -------------------------------------- | -------------------------------------- | -------------------------------------- |
| Positie:                               | 15                                     | 5                                      | 5                                      | 5                                      | 8                                      | 11                                     | 15                                     | 25                                     | 26                                     | 30                                     | uit                                    |

1956: Refrain · 
1957: Net als toen · 
1958: Dors, mon amour · 
1959: 'n Beetje · 
1960: Tom Pillibi · 
1961: Nous les amoureux · 
1962: Un premier amour · 
1963: Dansevise · 
1964: Non ho l'età · 
1965: Poupée de cire, poupée de son · 
1966: Merci, chérie · 
1967: Puppet on a string · 
1968: La la la · 
1969: Un jour, un enfant, De troubadour, Vivo cantando, Boom bang-a-bang · 
1970: All kinds of everything · 
1971: Un banc, un arbre, une rue · 
1972: Après toi · 
1973: Tu te reconnaîtras · 
1974: Waterloo · 
1975: Ding-a-dong · 
1976: Save your kisses for me · 
1977: L'oiseau et l'enfant · 
1978: A-ba-ni-bi · 
1979: Hallelujah · 
1980: What's another year · 
1981: Making your mind up · 
1982: Ein bißchen Frieden · 
1983: Si la vie est cadeau · 
1984: Diggi-loo diggi-ley · 
1985: La det swinge · 
1986: J'aime la vie · 
1987: Hold me now · 
1988: Ne partez pas sans moi · 
1989: Rock me · 
1990: Insieme: 1992 · 
1991: Fångad av en stormvind · 
1992: Why me? · 
1993: In your eyes · 
1994: Rock 'n' roll kids · 
1995: Nocturne · 
1996: The voice · 
1997: Love shine a light · 
1998: Diva · 
1999: Take me to your heaven · 
2000: Fly on the wings of love · 
2001: Everybody · 
2002: I wanna · 
2003: Everyway that I can · 
2004: Wild dances · 
2005: My number one · 
2006: Hard rock hallelujah · 
2007: Molitva · 
2008: Believe · 
2009: Fairytale · 
2010: Satellite · 
2011: Running scared · 
2012: Euphoria · 
2013: Only teardrops · 
2014: Rise like a phoenix · 
2015: Heroes · 
2016: 1944 · 
2017: Amar pelos dois · 
2018: Toy · 
2019: Arcade · 
2021: Zitti e buoni · 
2022: Stefania · 
2023: Tattoo · 
2024: The code